# Santa Margarida de Molars
Santa Margarida de Molars és una església romànica de l'antic vilar de Molars, de la comuna del Voló, a la comarca del Rosselló (Catalunya del Nord).
Està situada al sud-est del terme, a la serra de l'Albera. És una església romànica d'una sola nau, amb absis semicircular a llevant.